# Felicity Galvez
Felicity Galvez (ur. 4 marca 1985 w Melbourne), australijska pływaczka, czterokrotna medalistka mistrzostw świata na krótkim basenie. Dwukrotna olimpijka, złota medalistka z Pekinu.
Trenuje w Sydney Olympic Park Aquatic Centre. Mierzy 167 cm.

## Sukcesy

### Mistrzostwa Świata (basen 50 m)
- 2009 Rzym:  (sztafeta, 4x100 m stylem dowolnym)

### Mistrzostwa świata (basen 25 m)
- 2008 Manchester -  (50 m motylkowym)
- 2008 Manchester -  (100 m motylkowym)
- 2008 Manchester -  (200 m motylkowym)
- 2008 Manchester -  (sztafeta 4 x 100 m zmiennym)